# Liuyedao
Il liuyedao (柳葉刀T, 柳叶刀S, liǔyèdāoP, láuhyihpdōuW, lett. "sciabola a foglia di salice") fu una delle molte varianti della sciabola cinese (dao) sviluppatesi sotto la Dinastia Ming (1368-1644) e rimasta in uso sotto la Dinastia Qing (1644-1912). Nella fattispecie, il liuyedao era la tipologia standard di sciabola per fanteria e cavalleria, d'uso tanto diffuso da divenire la forma archetipica di dao in molte scuole di arti marziali cinesi sviluppatesi in quel periodo.
Quest'arma presenta una curva moderata della lama ed un'assenza quasi completa del falso-taglio tipico della scimitarra. Ciò riduce la capacità di spinta (sebbene sia ancora abbastanza efficace allo stesso tempo) aumentando la potenza di tagli e fendenti. Le impugnature sono tipicamente diritte ma possono essere ricurvate verso il basso a partire dal XVIII secolo. Pesa da 0,9 e 1,3 kg ed è lunga da 91 a 99 cm.
Molti esemplari hanno un colletto decorato alla base della lama chiamato tunkou che costituisce un residuo stilistico delle antiche scimitarre mongole.